# Vierteli
Das Vierteli war ein kleines Volumenmaß im Schweizer Kanton Bern. Das Getränkemaß entsprach dem Schenkmaß Schoppen.
- 1 Vierteli =  21 Pariser Kubikzoll = 7/16 (= 0,4375) Liter[1]
- 4 Vierteli = 1 Maß
- 100 Vierteli = 1 Brenta
- 400 Vierteli = 1 Saum